# Emil Böhmer

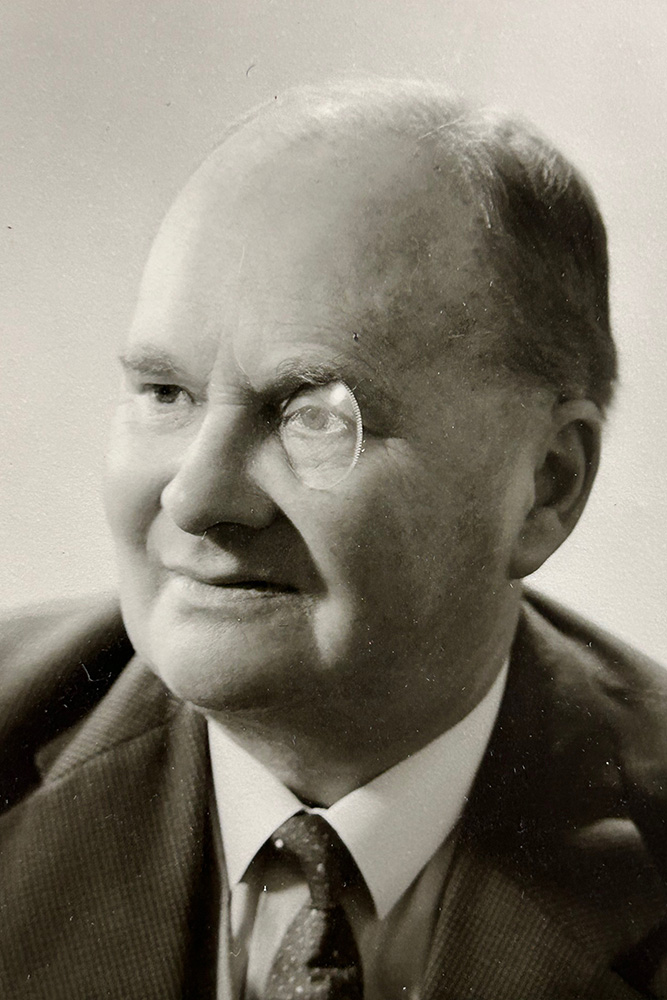
Emil Böhmer

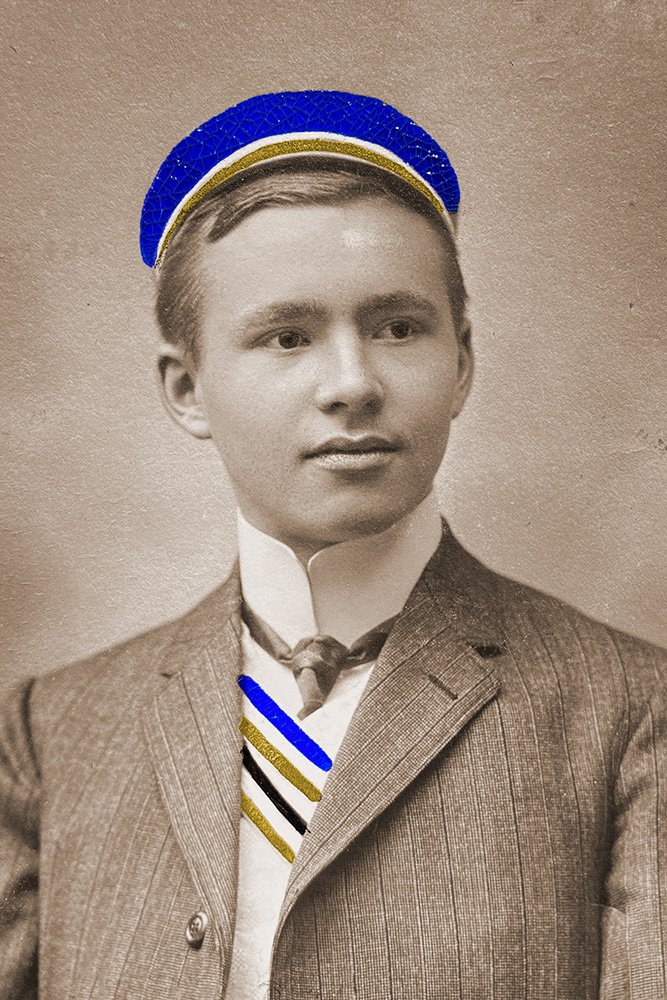
Emil Böhmer als Student

Emil Böhmer (* 19. Juni 1889 in Osnabrück; † März 1981 in Stuttgart) war ein deutscher Reichsgerichtsrat und Senatspräsident am Oberlandesgericht Stuttgart.

## Leben
Böhmer stammte aus einer alten Juristenfamilie. Sein Vater war Kaufmann. Böhmer war evangelisch. Er studierte ab 1907 Rechtswissenschaften in Tübingen und Heidelberg und wurde Mitglied des Tübinger und Heidelberger Wingolfs. 1911 bestand er das Referendarexamen in Tübingen mit „gut“. Seine Referendarzeit verbrachte er bei Stuttgarter Gerichten. Im Ersten Weltkrieg erlitt er 1914 als Leutnant eine schwere Armverletzung und war 40 % kriegsbeschädigt. Er legte die zweite juristische Staatsprüfung 1916 in Stuttgart mit der Note „lobenswert“ ab. 1920 wurde er Staatsanwalt, 1921 Landrichter und 1928 Landgerichtsrat. Er war in Stuttgart und Ravensburg und im Justizministerium Württembergs tätig. Zum 1. Mai 1933 trat er der NSDAP bei (Mitgliedsnummer 3.224.713), ebenfalls 1933 dem NSRB und 1934 der NSV sowie dem RLB. 1935 wurde er Oberlandesgerichtsrat in Stuttgart. 1937/38 kam er an das Reichsgericht. Er war im VI. und V. Zivilsenat tätig. Wieder in den Staatsdienst war er ab 1949 Richter am Oberlandesgericht in Tübingen. Nach der Auflösung des Tübinger Oberlandesgerichts 1953 wurde er zum Senatspräsident am Stuttgarter Oberlandesgericht ernannt. 1954 trat er in den Ruhestand. Er galt als Kenner des Rechts der unerlaubten Handlungen, da er als Mitglied des VI. Zivilsenats die Reichsgerichtsrechtsprechung gut kannte.

## Ehrungen
- 9. Juni 1938: Silbernes Treudienst-Ehrenzeichen
- 1954: Bundesverdienstkreuz 1. Klasse

## Schriften (Auswahl)
- Reichshaftpflichtgesetz, Berlin 1950.
- Sachschadenhaftpflichtgesetz, Berlin 1954.